# Саґа (богиня)
Са́га (давньосканд. Sága) — у скандинавській міфології друга богиня з-поміж асів, уособлення мудрості. Найімовірніше її місце перебування це — палац Сьокквабекк (Sökkvabekkr, дослівно — «затонула лавка»). Разом із тим, у «Мові Грімніра» (Grímnismál) сказано, що вона мешкає разом із Одіном. Незважаючи на те, що її ім'я — Сага — співзвучне з назвою ісландських епічних творів, тобто слову сага, насправді його етимологія цілком інакша. Зокрема, припускають, що в перекладі воно означає «провидиця». Також, можливо, що це ім'я — епітет дружини Одіна, богині Фрігг, але така версія досить малоймовірна.